# Cryptophagus simplex
Cryptophagus simplex is een keversoort uit de familie harige schimmelkevers (Cryptophagidae). De wetenschappelijke naam van de soort werd in 1858 gepubliceerd door Miller.